# Leuciscus baicalensis
Leuciscus baicalensis és una espècie de peix cipriniforme de la família dels ciprínids que es troba a la Xina (llac Ulungur i riu Ulungur), Mongòlia i els rius que desguassen a l'oceà Àrtic des del riu Obi fins al riu Kolimà.